# 음애 이자 묘역
음애 이자 묘역(陰崖 李耔 墓域)은 대한민국 경기도 용인시 기흥구 지곡동에 있는 조선시대의 무덤이다. 2000년 6월 12일 경기도의 기념물 제172호로 지정되었다.

## 개요
조선 전기의 문신인 음애(陰崖) 이자(李耔, 1480∼1533)의 묘소이다.
연산군 7년(1501) 사마시를 거쳐 문과에 급제한 뒤 사헌부 감찰을 지내고, 사신으로 명나라에 다녀오기도 했으나, 연산군의 어지러운 정치로 사직했다. 중종반정 이후 다시 관직에 기용되어 대사헌을 지냈으나 중종 14년(1519) 기묘사화에 연루되어 파직된 뒤 세상을 등지고 은거하여 학문을 닦으며 남은생을 보냈다. 저서로는『음애집』,『음애일록』이 있다.
묘는 원형의 쌍분이고 봉분 앞에 묘비·상석(제사지낼 때 음식을 차려 놓도록 무덤 앞에 마련해 놓은 돌)·향로석·문인석 등이 있다. 주변 산줄기에 부친과 형제·자녀의 묘 등 상당히 많은 묘역이 조성되어 있는데 봉분과 석물(石物)이 잘 갖추어져 있고 외형상 비슷하다. 봉분 아래쪽에는 화강암질인 4매의 장대석이 있는데, 혼백이 드나드는 문을 상징적으로 표현한 것 같다.

## 같이 보기
- 이자

## 참고 자료
- 음애이자묘역 - 국가유산청 국가유산포털